# Sturddlefish

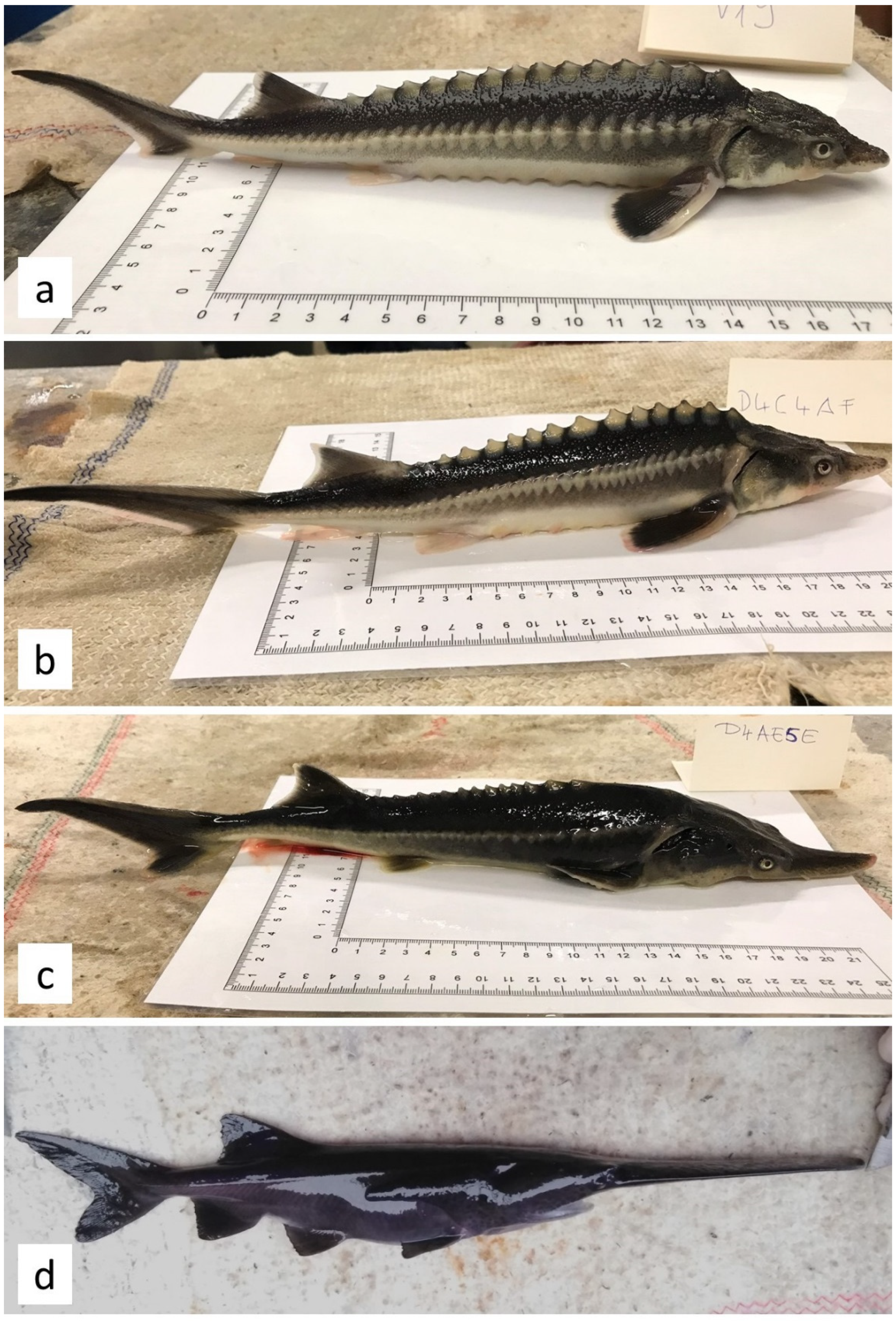
Exemplares de A. gueldenstaedtii (a) e P. spathula (d), e seus híbridos: (b) híbrido LH típico (genoma maior), (c) híbrido SH típico (genoma menor).

O sturddlefish é um híbrido do peixe-espátula americano (Polyodon spathula) e do esturjão-russo (Acipenser gueldenstaedtii), criado acidentalmente por pesquisadores em 2019 e anunciado em 2020. A obtenção de híbridos vivos por meio da reprodução de indivíduos de famílias diferentes é incomum, especialmente considerando que o último ancestral comum das duas espécies viveu em 184 milhões de anos atrás. Os híbridos foram criados acidentalmente durante tentativas de induzir a ginogênese, um tipo de reprodução partenogênica em que um espermatozóide deve estar presente para desencadear a embriogênese, mas não contribui geneticamente para a prole. Centenas de peixes híbridos foram criados, dos quais cerca de dois terços sobreviveram mais de um mês e cerca de 100 sobreviveram por um ano.  Atualmente, todos os peixes híbridos vivos estão vivendo em cativeiro no laboratório de pesquisa na Hungria. Não há mais planos para criar novos sturddlefish.

## Origem
Tanto o peixe-espátula americano quanto o esturjão-russo são espécies ameaçadas de extinção. Pesquisadores na Hungria conduziram experimentos planejados para testar se alguma das espécies poderia ser criada em cativeiro. Como parte desses experimentos, foi feita uma tentativa de induzir a ginogênese com cada espécie. Durante o curso dos experimentos, os pesquisadores usaram espermatozoides de peixe-espátula machos em vez de espermatozoides de esturjão para atuar como um controle na fertilização de esturjões fêmeas. Os pesquisadores ficaram surpresos quando resultou uma descendência viável.
As duas espécies compartilham um ancestral comum mais recente que viveu no Jurássico Inferior, aproximadamente 184 mya. Por esse motivo, o potencial de um híbrido entre essas duas espécies não foi inicialmente considerado pelos pesquisadores, que posteriormente especularam que, apesar do longo período de tempo, ocorreram relativamente poucas alterações genéticas entre as espécies.  Ambos os peixes foram chamados de "fósseis vivos" devido à sua lenta evolução ao longo do tempo. O peixe-espátula americano é a única espécie de peixe-espátula vivo após a provável extinção do peixe-espátula chinês em 2019. O esturjão é considerado pela IUCN o grupo de espécies mais ameaçado de extinção no mundo, com base em mais de 85% das espécies de esturjão em risco de extinção.

## Descrição
Dois grupos distintos de híbridos foram formados. Os indivíduos do primeiro grupo têm quantidades aproximadamente iguais de DNA de cada espécie e exibem quantidades aproximadamente iguais de características físicas de cada pai. Os membros do outro grupo continham aproximadamente o dobro de DNA de esturjão devido à duplicação dos cromossomos e, por esse motivo, têm aparência física mais semelhante à do esturjão. Espera-se que os híbridos de sturddlefish sejam estéreis, como é o resultado mais frequente para híbridos com pais distantemente aparentados.

## Potencial
O peixe híbrido pode ter usos potenciais para reduzir a pegada de carbono e o custo da alimentação de peixes de fazenda cultivados para a produção de caviar, entre outras coisas. No entanto, devido à probabilidade de serem estéreis como híbridos, isso provavelmente não é uma opção. Como resultado disso, junto com os efeitos desconhecidos que o sturddlefish pode ter sobre os ecossistemas, os pesquisadores que o criaram decidiram não criar mais.